# Philibert Trudaine de Montigny

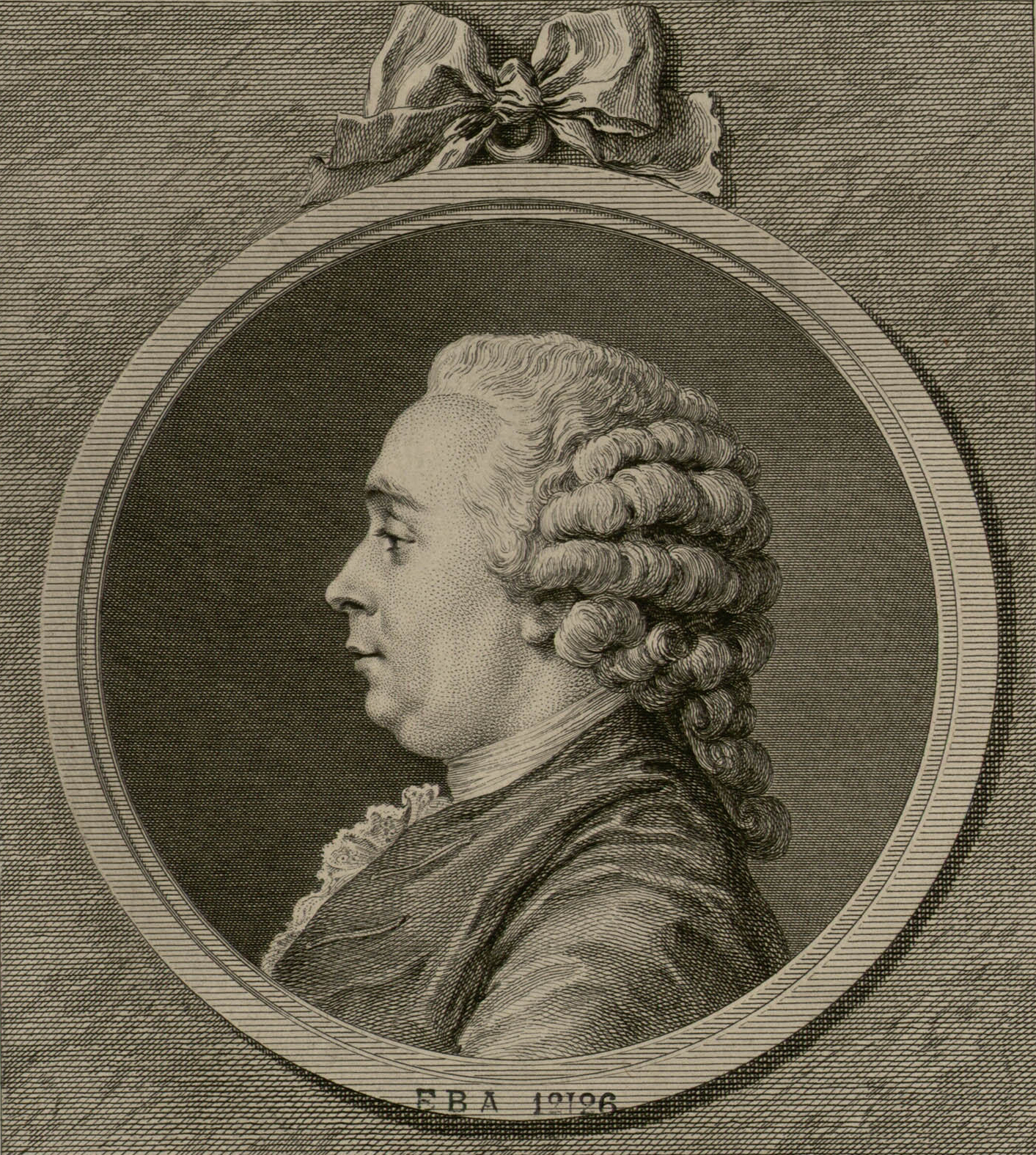
Philibert Trudaine de Montigny

Jean Charles Philibert Trudaine de Montigny  (* 19. Januar 1733 in Clermont-Ferrand; † 5. August 1777 in Paris) war ein französischer Chemiker und hoher Verwaltungsbeamter.

## Leben
Er war der Sohn des Leiters der Straßenbau- und Brückenverwaltung Daniel-Charles Trudaine (1703–1769), der diesen Posten seit 1743 hatte, und arbeitete mit seinem Vater seit 1757 zusammen. Beim Tod seines Vaters wurde er sein Nachfolger, was er bis 1777 blieb (kurz vor seinem Tod gab er die Stellung auf). Außerdem war er ein hoher Finanzbeamter (Intendant de Finances) und Leiter des Bureau de commerce.
Er war auch ein versierter Chemiker, der unter anderem mit Antoine de Lavoisier zusammenarbeitete und mit ihm befreundet war, wobei sie Montignys Schloss benutzten. Sie unternahmen dort 1776 Experimente über die Atmung von Tieren. Da er wohlhabend war, wirkte er auch als Mäzen für Wissenschaftler und finanzierte die Gründung des Journal de Physique.
Er war mit Turgot befreundet und wie sein Vater Mitglied der Académie des Sciences.
1770/71 bereiste er die Iberische Halbinsel.
Montigny war zweimal verheiratet, ab 1756 mit Françoise-Bernardine Gaigne de Perrigny und seit 1762 mit Anne-Marie-Rosalie Bouvard de Fourqueux, der Tochter des späteren Generalkontrolleurs der Finanzen Michel Bouvard de Fourqueux. Aus seiner zweiten Ehe gingen zwei Söhne hervor, Charles-Louis (1765–1794) und  Charles-Michel (1766–1794), die mit André Chénier befreundet waren und wie dieser 1794 auf der Guillotine endeten.
Er ist nicht mit dem Chemiker Étienne Mignot de Montigny zu verwechseln.